# Crossig
Crossig (Eigenschreibweise CROSSIG) ist ein Softwarepaket zur Planung von Lichtsignalanlagen. Es dient Verkehrsingenieuren zur Berechnung und Bewertung von Lichtsignalsteuerungen für Einzelknoten, für grüne Wellen sowie für Straßennetze. Mittels eines genetischen Algorithmus kann zudem die Lichtsignalsteuerung mathematisch für ein gesamtes Straßennetz optimiert werden. Des Weiteren bestehen Schnittstellen zum Testen der geplanten Steuerung in VISSIM.